# Volvo Venus Bilo

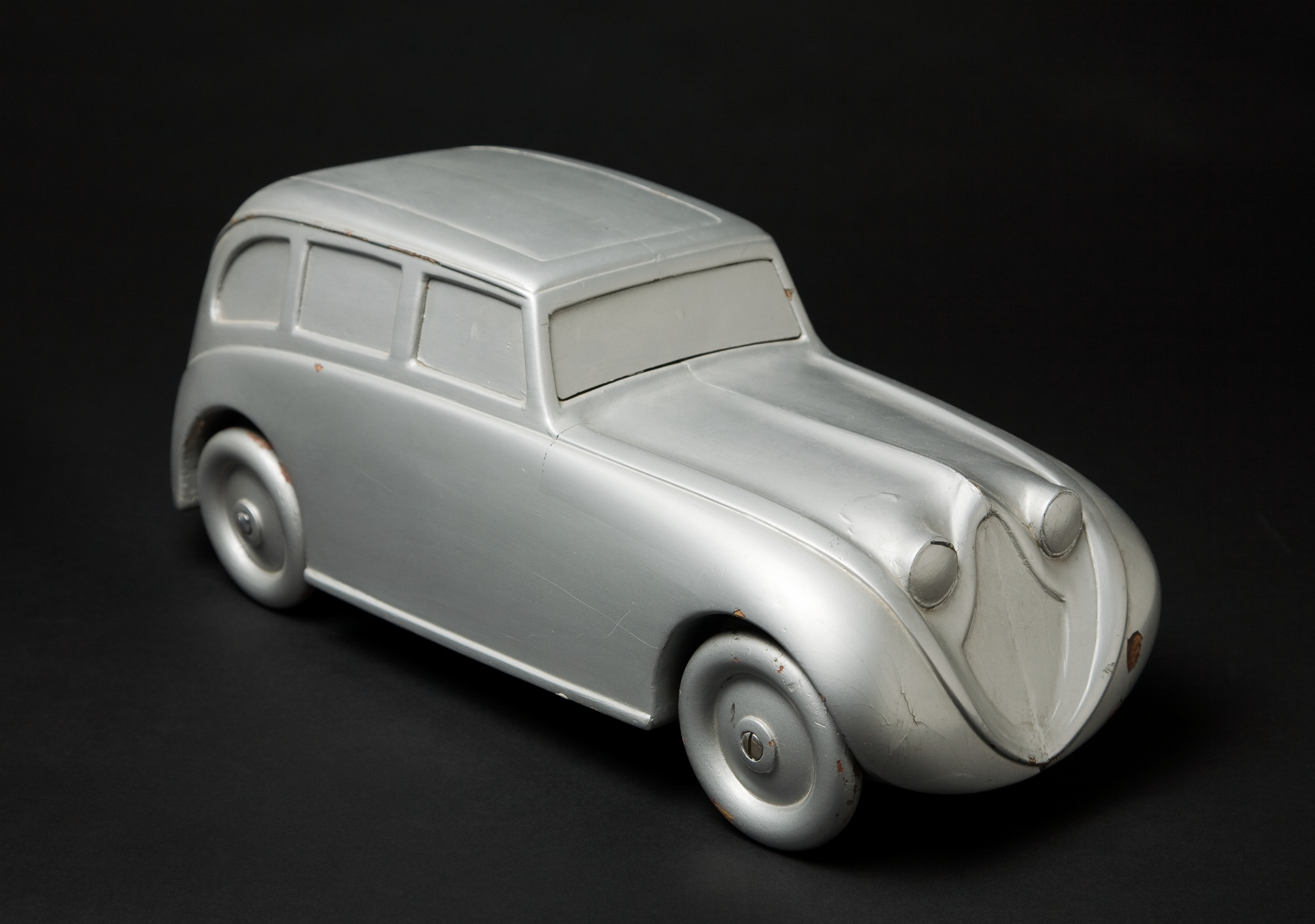
Modelo de Venus bilo, hecho por Gustaf L.M. Ericsson 1932.

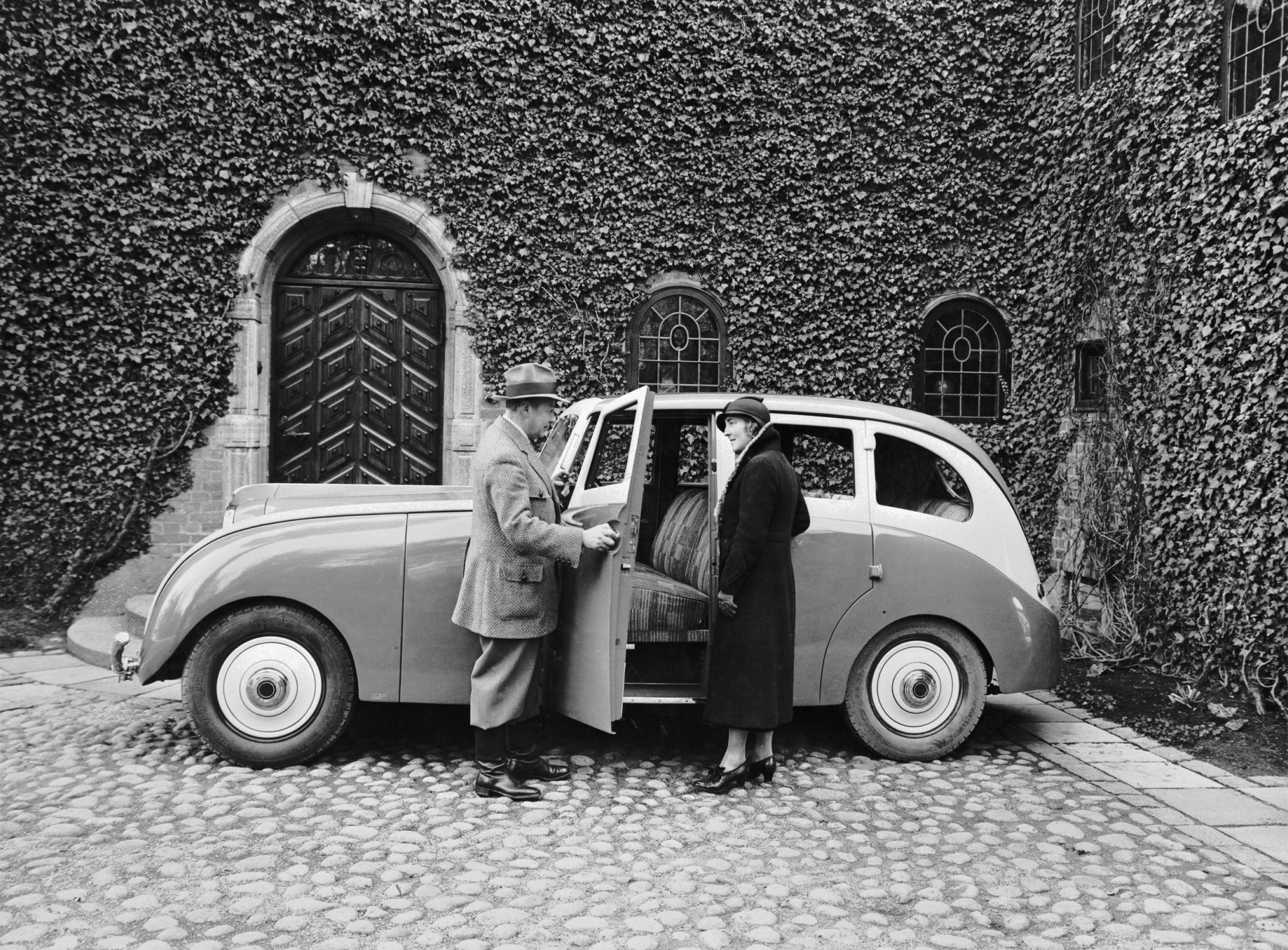
El prototipo de Venus Bilo por Gustaf L.M. Ericsson, representado en el documento Idrottsbladet el 23 de noviembre de 1933.

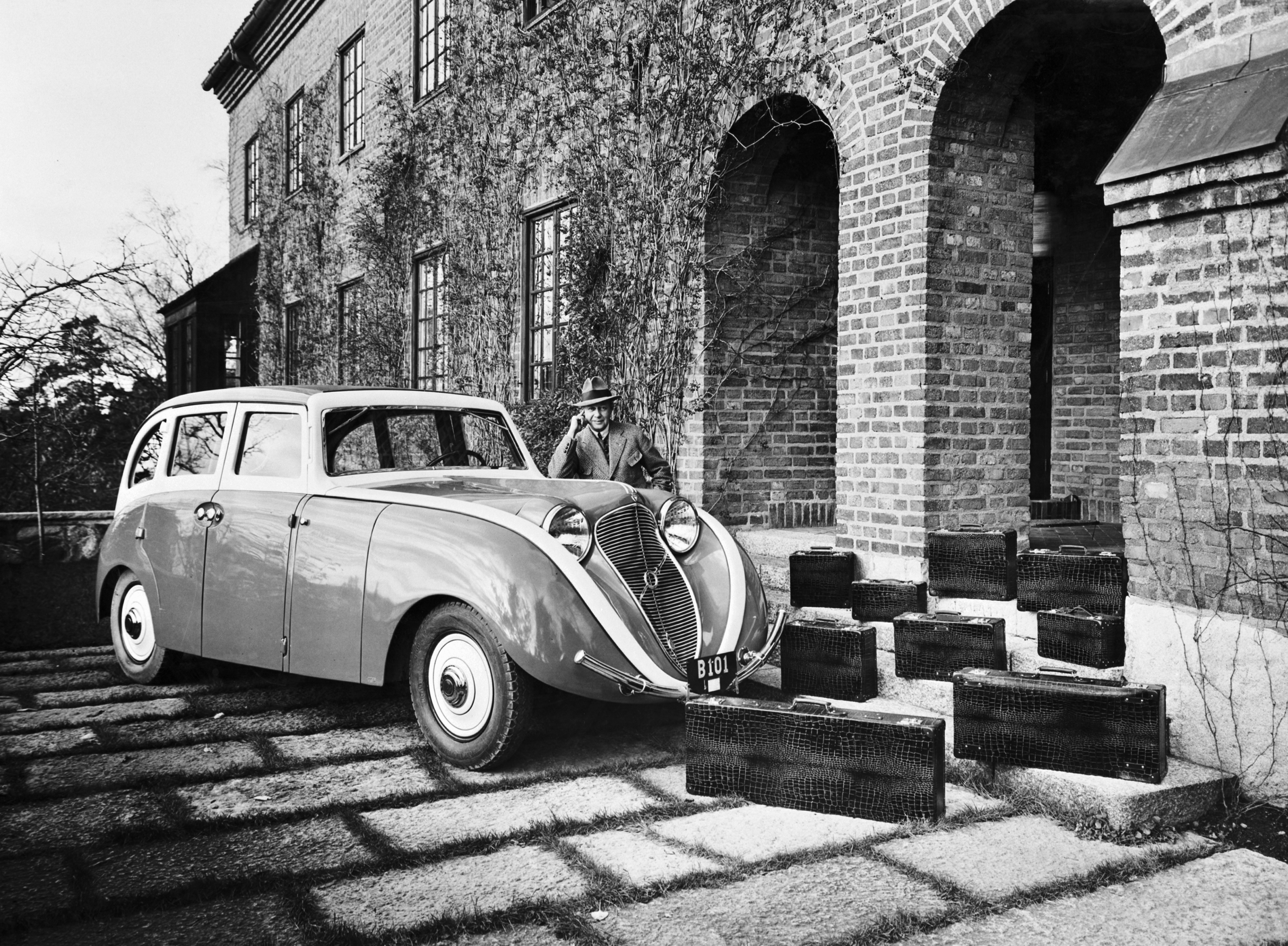
El diseñador junto a su prototipo.

El Volvo Venus Bilo fue un concept car revelado por Volvo Cars en 1933. Fue un diseño aerodinámico con puertas traseras con bisagras y puertas convencionales en el lateral para acceder al compartimiento del motor. Fue diseñado para tener una gran capacidad de carga. Se pudieron colocar nueve maletas especialmente diseñadas en espacios en la parte posterior y un compartimiento en el guardabarros delantero derecho (el guardabarros izquierdo contenía llantas de repuesto y herramientas). Un segundo neumático de repuesto en la parte trasera se utilizó como un parachoques. El diseño fue realizado por Gustaf Ericsson (hijo de Lars Magnus Ericsson). Se basó en un chasis Volvo PV655 y el trabajo técnico fue realizado por Gustaf Nordbergs Vagnfabrik AB en 1932.
El concepto era un sedán de 4 puertas con 4 asientos y condujo a la producción del modelo Volvo PV 36 Carioca de 4 puertas. El destino del coche en sí es desconocido. Después de la Segunda Guerra Mundial se vendió a una persona en Dinamarca. A mediados de la década de 1950, fue propiedad de un propietario de un desguace danés que lo reconstruyó en una camioneta pick-up. Fue utilizado hasta 1956, pero luego desapareció.